# 赫卢赫卢韦–印姆弗鲁兹公园
赫卢赫卢韦–印姆弗鲁兹公园（英語：Hluhluwe–Imfolozi Park），前身为赫卢赫卢韦–乌姆福洛济禁猎区，是非洲最古老的自然保护区。它包括960平方公里（96000公顷）的丘陵地形，位于南非夸祖魯-納塔爾省德班的中祖鲁兰向北280（170英里），有丰富的野生动物和保护工作。 该公园是夸祖魯-納塔爾省唯一的国立公园，所有的非洲五霸都会出现在这里。 保护区内有世界上数量最多的白犀。 然而，然而，犀牛和公园的原生环境保护区现在正在受到一个建设露天煤矿的计划的威胁，日益壮大的环保人士联盟正争取停止这个计划。

## 历史

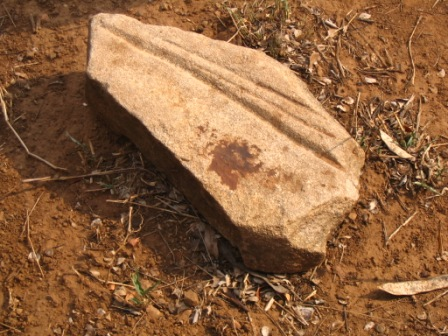
祖鲁族猎人最初用来磨矛的岩石

在整个园区内有许多石器时代聚落留下的迹象， 这片区域原本是祖鲁王国的皇家猎场， 却在1895年建成公园。 乌姆福洛济和赫卢赫卢韦保护区主要保护白犀牛，白犀牛在当时就列在濒危物种名单上。 该地区一直是携带那加那病的采采蝇的避风港，这种舌蝇在殖民时代阻止猎人破坏保护区。 但是随着欧洲农民在祖鲁兰地区定居，人们指责这里的野生动物因为采采蝇而患病，并将这里变成了消灭苍蝇的试验区。 1945年欧洲农民通过喷洒滴滴涕杀害了约10万只动物解决这个问题。 但自那以后，就很难再发现白犀牛的踪迹，现在也仅保存着1000头左右数目的种群。 1995年4月30日，时任纳尔逊·曼德拉总统参观了赫卢赫卢韦禁猎区以庆祝公园百年。赫卢赫卢韦–印姆弗鲁兹公园三个单独的保护区，1989年合并后使用现在的名称。

## 地理和气候

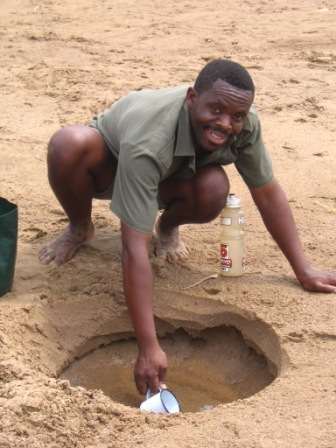
祖鲁导游在黑乌姆福洛济河畔挖水

该公园位于南非东海岸的夸祖魯-納塔爾省。公园与姆圖巴圖巴和赫盧赫盧韋镇很近。该地区北部（赫卢赫卢韦区域）和南部（乌姆福洛济区域）的地理环境不同，赫卢赫卢韦–印姆弗鲁兹公园部分处于低疟区。

### 乌姆福洛济
该区域位于两条乌姆福洛济河中间，北面是黑乌姆福洛济河（'Black Umfolozi'）和南面白乌姆福洛济河（'White Umfolozi'）。 这片区域是公园的南部，一般夏季炎热、冬季轻度降温、但也有寒冷天气。

### 赫卢赫卢韦
乌姆福洛济地势范围从乌姆福洛济河河床的低地到陡峭的丘陵地带，其中包括一些宽而深的山谷。这一地区的栖息地主要是草原，延伸到金合欢热带稀树草原和林地。赫卢赫卢韦地区有丘陵地貌，海拔范围从80至540（260至1,770英尺）。山脊沿着森林陡坡伸向森林山谷灌木的地势较低水平灌溉区域。 公园的北部是崎岖不平的山地森林和草原，被称为赫卢赫卢韦区域。

## 生物多样性

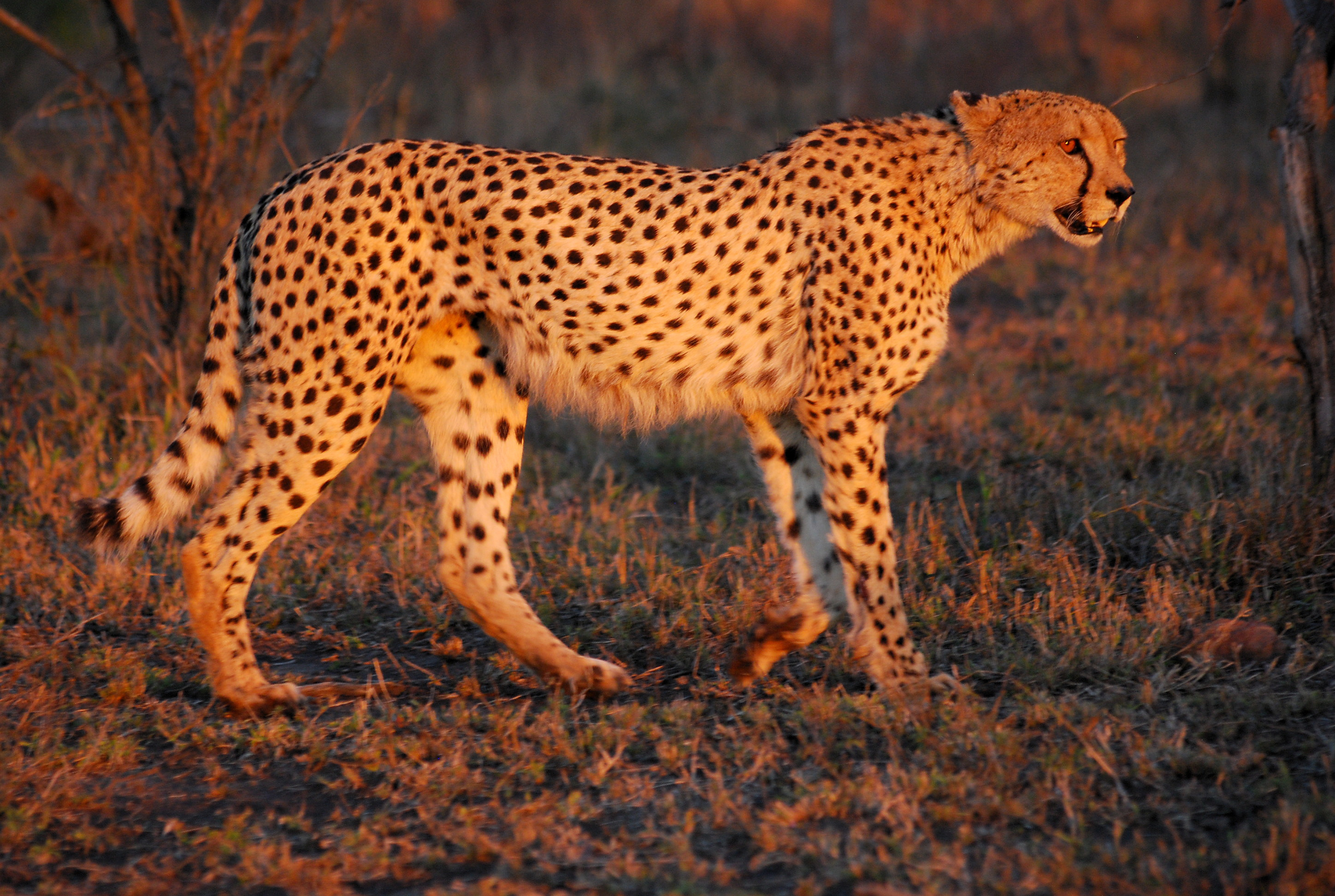
赫卢赫卢韦–印姆弗鲁兹公园日落时的一只南非猎豹。

### 动物群
该公园有非洲五霸：大象、犀牛（黑犀牛/勾唇犀）、开普水牛、狮子和豹子。还包括86种特殊动物：尼羅鱷、河马、猎豹、斑鬣狗、蓝角马、豺狗、长颈鹿、斑马、水羚、尼亚拉、伊蘭羚羊、高角羚、黑斑羚、小羚羊、小苇羚、疣猪、薮猪、猫鼬、狒狒、猴子、各种龟、蛇和蜥蜴。  这里是观看尼亚拉的世界顶级景点之一。该公园还是一个观鸟圣地，有340多种鸟在此栖息。 赫卢赫卢韦河冲积平原是整个南非的唯一能一起看到黄喉、红喉、橙喉长爪鹡鸰的地区。 鸟类有夜鹭、细嘴雕、谢氏鹧鸪、黑腹鸨、黑腹走鸻、白腹金鹃，小蜂虎和南非拟啄木。

### 植物群
公园中有多种不同植物群落。

## 保护工作

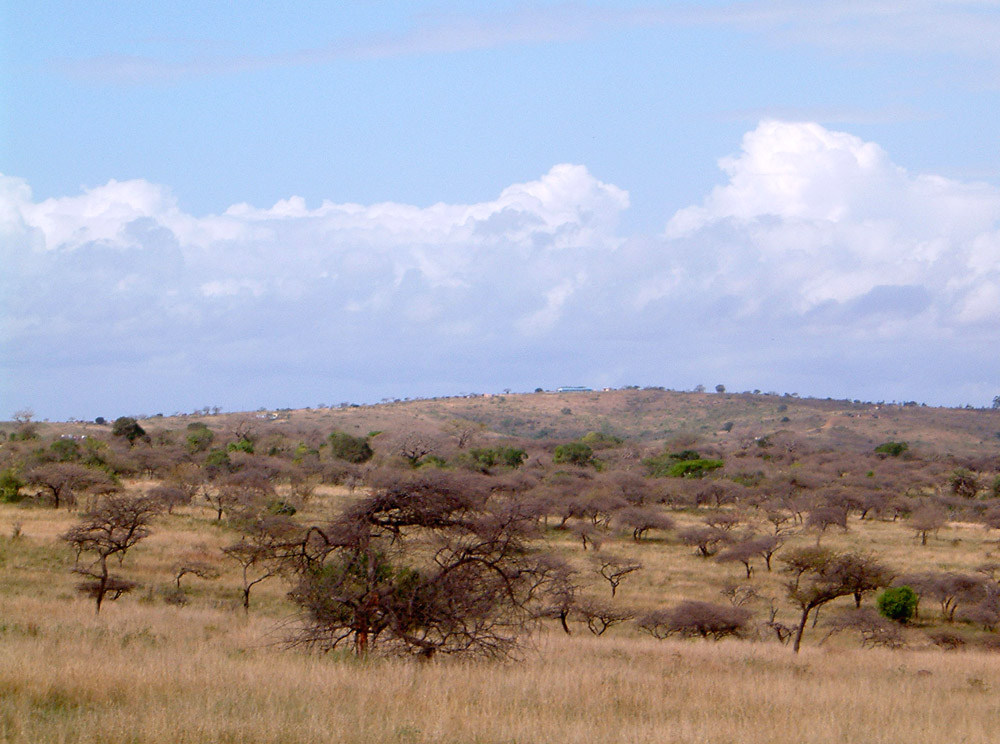
赫卢赫卢韦–印姆弗鲁兹公园

### 非洲野犬
1981年，纳塔尔公园局（现Ezemvelo KZN Wildlife）已重新引进园区非洲野犬。总共在保护区释放了23条狗，其中大部分是在动物园饲养的。然而带来的成果有限，引进野犬以后，其数量浮动在3至30只之间。

### 犀牛

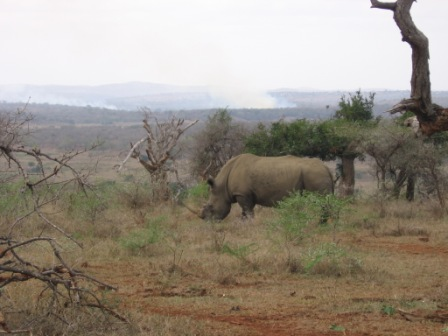
赫卢赫卢韦–印姆弗鲁兹公园的犀牛

该公园是犀牛保护的发源地，保护这个物种不至于灭绝（从1900年全球不到20只到今天有1万多只犀牛）。20世纪50年代和60年代，园区成为世界闻名的白犀牛保护区。 该公园保护了濒临灭绝的白犀牛。今天，有超过1600只白犀牛和数百只的野生动物被转移到世界各地的动物保护区。 这一计划的胜利果实最近随着偷猎犀牛行为的增加的破坏。最近这次威胁不仅在公园内引起极大的关注，还引起了全国犀牛保护者的关注。

## 旅游
1934年在山顶建成了第一个游客营地。 该保护区的道路网络有300-（190-英里）。